# Rudolf Firkušný
Rudolf Firkušný, né le 11 février 1912 à Napajedl en margraviat de Moravie et mort le 19 juillet 1994 à Staatsburg, dans l’État de New York, est un pianiste tchèque puis américain.

## Biographie
Né à Napajedl en margraviat de Moravie, Rudolf Firkušný fait des études de musique auprès de Leoš Janáček et Josef Suk. Il étudie ensuite auprès d’Alfred Cortot et d’Artur Schnabel. Il fait ses débuts à Londres en 1933. En 1939, il fuit la Tchécoslovaquie envahie par les nazis. Il part pour les États-Unis. où il devient citoyen américain.
De son large répertoire, qui couvre Mozart, Beethoven ou Brahms, se détachent en particulier ses interprétations de Dvořák, Leoš Janáček et Bohuslav Martinů, qui écrivit quelques pièces de piano pour lui. En tant que chambriste, il a accompagné les violoncellistes Pierre Fournier et Janos Starker, les violonistes Nathan Milstein et Erika Morini, l’altiste William Primrose ou le Quatuor Juilliard.
Il enseigna à la Juilliard School à New York, et à Aspen dans le Colorado. Après la révolution de velours en 1989, il retourna pour la première fois en République tchèque. Il y donna quelques concerts.
Il est mort à Staatsburg, dans l’État de New York.